# Roger De Corte
Roger De Corte o Decorte (Waarschoot, Flandes Oriental, 8 d'agost de 1923 - Ídem, 10 de gener de 2010) va ser un ciclista belga, que fou professional entre 1944 i 1961. En el seu palmarès destaquen diverses curses d'un dia com el Grote Scheldeprijs de 1949 i 1952. Era fill de Raymond Decorte.

## Palmarès
- 1946
  - 1r al Circuit de Houtland
  - 1r a De Drie Zustersteden
- 1947
  - 1r del Circuit de Flandes Oriental
- 1949
  - 1r al Grote Scheldeprijs
  - 1r del Circuit de Flandes Central
- 1950
  - Vencedor d'una etapa a la Volta a Bèlgica
  - Vencedor d'una etapa a la Volta a Alemanya
- 1951
  - 1r del Circuit de Flandes Central
- 1952
  - 1r al Grote Scheldeprijs
  - 1r a la Volta a Limburg
- 1955
  - 1r al Circuit de Houtland